# نام خانوادگی (فیلم)
همنام (به هندی: The Namesake) فیلمی محصول سال ۲۰۰۶ و به کارگردانی میرا نایر است. در این فیلم بازیگرانی همچون تابو، عرفان خان، کل پن، زلیخا رابینسون، جاسیندا بارت، سباستین روشه، ساحیرا نایر، سابیاسچی چاکرابارتی، سوپریا دوی ایفای نقش کرده‌اند.